# Echinogorgia pinnata
Echinogorgia pinnata is een zachte koraalsoort uit de familie Plexauridae. De koraalsoort komt uit het geslacht Echinogorgia. Echinogorgia pinnata werd in 1878 voor het eerst wetenschappelijk beschreven door Studer. 